# جرو اسمه سكوبي دو
جرو اسمه سكوبي دو (بالإنجليزية: A Pup Named Scooby-Doo)‏ هو مسلسل رسوم متحركة كوميدي غامض أمريكي من إنتاج هانا-باربيرا للإنتاج. إنه التجسيد الثامن لسلسلة سكوبي دو في الاستوديو ويصور إصدارات أصغر من شخصية العنوان ورفاقه البشريين وهم يحلون الألغاز، على غرار المسلسل التلفزيوني الأصلي. تم تطوير المسلسل من قبل توم رغر وعرض لأول مرة في 10 سبتمبر 1988 لمدة أربعة مواسم على أيه بي سي وكذلك خلال الكتلة المشتركة عالم فنتاستيك حنا باربيرا حتى 17 أغسطس 1991.

## الشخصيات

### الأساسية
- سكوبي دو (من اداء صوت دون ميسيك) الشخصية الرئيسية في المسلسل
- نورفيل "أشعث" روجرز (بصوت كيسي قاسم) - أفضل أصدقاء سكوبي دو
- فريد جونز (من اداء صوت كارل ستيفن) - الزعيم الغبي لوكالة سكوبي دو للتحريات.
- دافني بليك (من اداء صوت كيلي مارتن) - طفل ثري يتمتع بشخصية متعجرفة وساخرة ويرتدي أحذية بيضاء.
- فيلما دينكلي (من اداء صوت كريستينا لانج) - فتاة ذكية، لكنها خجولة ولطيفة الكلام.

## وصلات خارجية
- جرو اسمه سكوبي دو على موقع IMDb (الإنجليزية)
- جرو اسمه سكوبي دو على موقع ميتاكريتيك (الإنجليزية)
- جرو اسمه سكوبي دو على موقع روتن توميتوز (الإنجليزية)
- جرو اسمه سكوبي دو على موقع قاعدة بيانات الأفلام العربية
- جرو اسمه سكوبي دو على موقع كينوبويسك (الروسية)
- جرو اسمه سكوبي دو على موقع ألو سيني (الفرنسية)
- جرو اسمه سكوبي دو على موقع قاعدة بيانات الفيلم (الإنجليزية)